# Загибель ескадри (п'єса)
«Загибель ескадри» — драма 1933 року в трьох діях, семи картинах українського радянського драматурга Олександра Корнійчука.

## Сюжет
В основу твору покладено реальні події. Влітку 1918 року внаслідок підписання Брестського миру в Новоросійську в Цемеській бухті червоні моряки, що виконували наказ Леніна, потопили ескадру Чорноморського флоту, яку намагалися захопити війська Німеччини.
У трактуванні 1930-х років п'єса прагнула закріпити минуле як проєкцію революції. У виставах переважала «героїчно-революційна сутність чорноморців» та їхньої «другої батьківщини» Севастополя. Але після політичних реформ 1950—1960-х років театральні постановки звернулися до внутрішнього світу людини. Знищення флоту сприймалося не тільки як один з епізодів громадянської війни, але і як трагедія людей, на очах у яких гинуло все, що становило важливу частину їхнього життя.

## Дійові особи
- Артем Максимович — комісар,
- Стрижень,
- Гайдай,
- Оксана,
- Лейтенант Корн,
- Мічман Кноріс,
- Боцман Бухта,
- Фрегат, Паллада — кочегари,
- Нагар,
- Георгінов,
- Балтієць,
- Юнга,
- Радист,
- Комітетники,
- Представники міноносців, моряки,
- Адмірал Гранатов,
- Кобаха — полковник Центральної Ради,
- Командир флагмана,
- Офіцери.

## Театральні постановки
- 25 вересня 1933 року в Одеському українському театрі ім. Жовтневої революції
- 29 листопада 1933 р. — театр «Березіль» (нині Харківський театр ім. Т. Шевченка)
- 11 травня 1934 р. — Центральний театр Червоної армії

## Нагороди
- Друга премія на Всесоюзному конкурсі на кращу радянську п'єсу (1933/1934).